# Everyone's a Wally
Everyone's a Wally è un videogioco uscito nel 1985 per lo ZX Spectrum, l'Amstrad CPC e il Commodore 64, scritto da Chris Hinsley e pubblicato dalla Mikro-Gen. 
Fa parte della serie di Wally, con lo stesso personaggio principale Wally Week.
Il Gruppo Editoriale Jackson lo pubblicò anche con il titolo Wally Family.

## Modalità di gioco
L'aspetto generale del gioco è molto simile a quello di Pyjamarama, ma stavolta il gioco è ambientato in una città, con 40 ambienti (ciascuno una schermata differente) tra strade pubbliche e interno di edifici.
Everyone's a Wally è stata la prima avventura dinamica nella quale sono presenti più personaggi con i quali è possibile giocare. Il giocatore prende inizialmente il controllo di Wally (un muratore), ma può in seguito vestire i panni di Wilma (sua moglie), Tom (un meccanico punk amico di Wally), Dick (un idraulico in berretto di lana) e Harry (un elettricista hippy).
Nel gioco appare anche Herbert, il figlio infante di Wally, ma questo personaggio non è controllabile ed è un pericolo da evitare.
Il giocatore non può liberamente cambiare personaggio, per poterlo fare deve incontrarlo e premere l'apposito tasto; se il personaggio non è presente, apparirà solo un messaggio che spiega dove si trova.
I personaggi che non vengono controllati girano casualmente lungo le mappe grazie a una semplice intelligenza artificiale. 
Anche questa caratteristica è una novità che non si era ancora vista prima di allora. Il numero di vite e la salute di ogni personaggio è indipendente dagli altri, ma il gioco finisce appena terminano le vite di uno dei personaggi.
Ogni personaggio ha vari compiti strani da svolgere, a volte legati al suo mestiere, e spesso preparatori alle azioni di altri personaggi. Si dovrà affrontare anche un minigioco, un clone di Asteroids.
Come in Pyjamarama si possono trasportare due oggetti alla volta.
Lo scopo è radunare cinque lettere che costituiscono una password che permetterà alla fine di aprire la cassaforte della banca.
Un'altra particolarità del gioco è che i personaggi hanno gusti alimentari diversi, e il cibo che si può trovare in giro ricarica l'energia in maniera diversa a seconda del personaggio.

## Musica
Sul lato B della cassetta originale del gioco era presente una canzone composta e cantata da Mike Berry, intitolata Everyone's a Wally.
Il tema musicale presente nelle schermate dei titoli è basato su questa canzone.